# Micromia curvimacula
Micromia curvimacula là một loài bướm đêm trong họ Geometridae.